# Castillo de Santibáñez el Alto

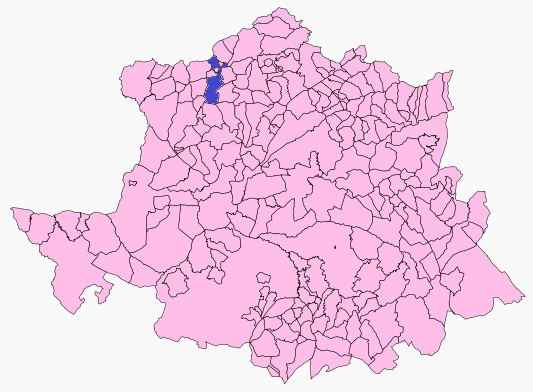
Localización del Castillo de Santíbañez el Alto en la provincia de Cáceres.

El Castillo de Santibáñez el Alto, que años atrás se conocía como «San Juan de Mascoras», es una fortificación situada en las inmediaciones de la localidad española de pueblo del mismo nombre en la Sierra de Gata, en la provincia de Cáceres, a 108 km de Cáceres y 47 de Plasencia.

## Historia
En este lugar ya existía un emplazamiento militar cuando el rey Fernando II llegó hasta ese lugar durante la Reconquista en el año 1166 pero de forma efímera. Fue el rey Alfonso IX el que lo reconquistó definitivamente en el año 1212. El castillo fue reconstruido, sobre una edificación que data de la época del dominio árabe, durante los siglos XI y XII por los templarios de la Orden de San Julián del Pereiro en un primer momento y posteriormente por los de la Orden de Alcántara que fue el nombre que tomó la Orden de Pereiro. La Orden de Alcántara decidió que este castillo fuera la sede de una Encomienda por el alto valor estratégico que tenía dada su cercanía a la frontera portuguesa.
A lo largo de su historia fue visitado por los monarcas Alfonso XI, Fernando II de León y Alfonso IX.

## El Castillo
Al estar situado en lo más alto de un cerro pétreo muy escarpado, las murallas siguen las curvas de nivel del terreno por lo que la forma del recinto es muy irregular. Como solía ocurrir en este tipo de fortalezas, disponía de varios recintos concéntricos y en un lateral una barbacana que protegía unas edificaciones que las llamaban las de la «villa vieja» y en el otro extremo la parte principal de la fortaleza. En el punto más alto del pico rocoso estaba el alcázar o parte más importante de la fortaleza si bien ya está prácticamente desaparecida.
La barbacana del castillo tiene planta de un polígono irregular y dispone en algunos ángulos cubos semilicíndricos. Su creación se remonta a la época medieval y su construcción estaba hecha de mampostería donde el mortero que unía las piedras era barro por lo que se deterioró con rapidez ya que a mediados del siglo XVI ya se encontraba en bastante mal estado. En ese mismo siglo se reparó y realzó bastantes veces. De todo ello todavía se conservan la «Puerta Principal» de estilo renacentista, también llamada «Puerta de la Villa», y otra más pequeña conocida como «Puerta de Gata».
Las noticias que se tienen del segundo recinto es que tenía habitaciones para vivienda del personal, una capilla que estaba bajo la advocación de «Santa María de los Milagros», caballerizas, tahona y varias puertas de las que solo queda su nombre ya que todas ellas han desaparecido. Los nombres eras los de «Puerta de la Traición» y «Puerta de Hierro» así como diversas torres, que tampoco se conservan, con los nombres de «Torre de la Campana», «Torre del Gallo» y «Torre del Homenaje».Únicamente son visibles las ruinas de un aljibe medieval. De lo que existía en el núcleo más fortificado, el más interior, solamente se sabe por los documentos de Archivo Histórico Nacional que tenía la disposición de una «casa fuerte», es decir, un patio central y varias crujías con dormitorios, salones, cocinas, etc, que daban al patio central. Nada de lo citado permanece en la actualidad.

## Conservación
El castillo es propiedad del Ayuntamiento de Santibáñez y a sus pies, ocupando parte de lo que fue el recinto del mismo, hoy se encuentra el cementerio de la localidad. Se encuentra protegido bajo la Declaración genérica del Decreto de 22 de abril de 1949, y la Ley 16/1985 sobre el Patrimonio Histórico Español.